# Spruit (windmolen)

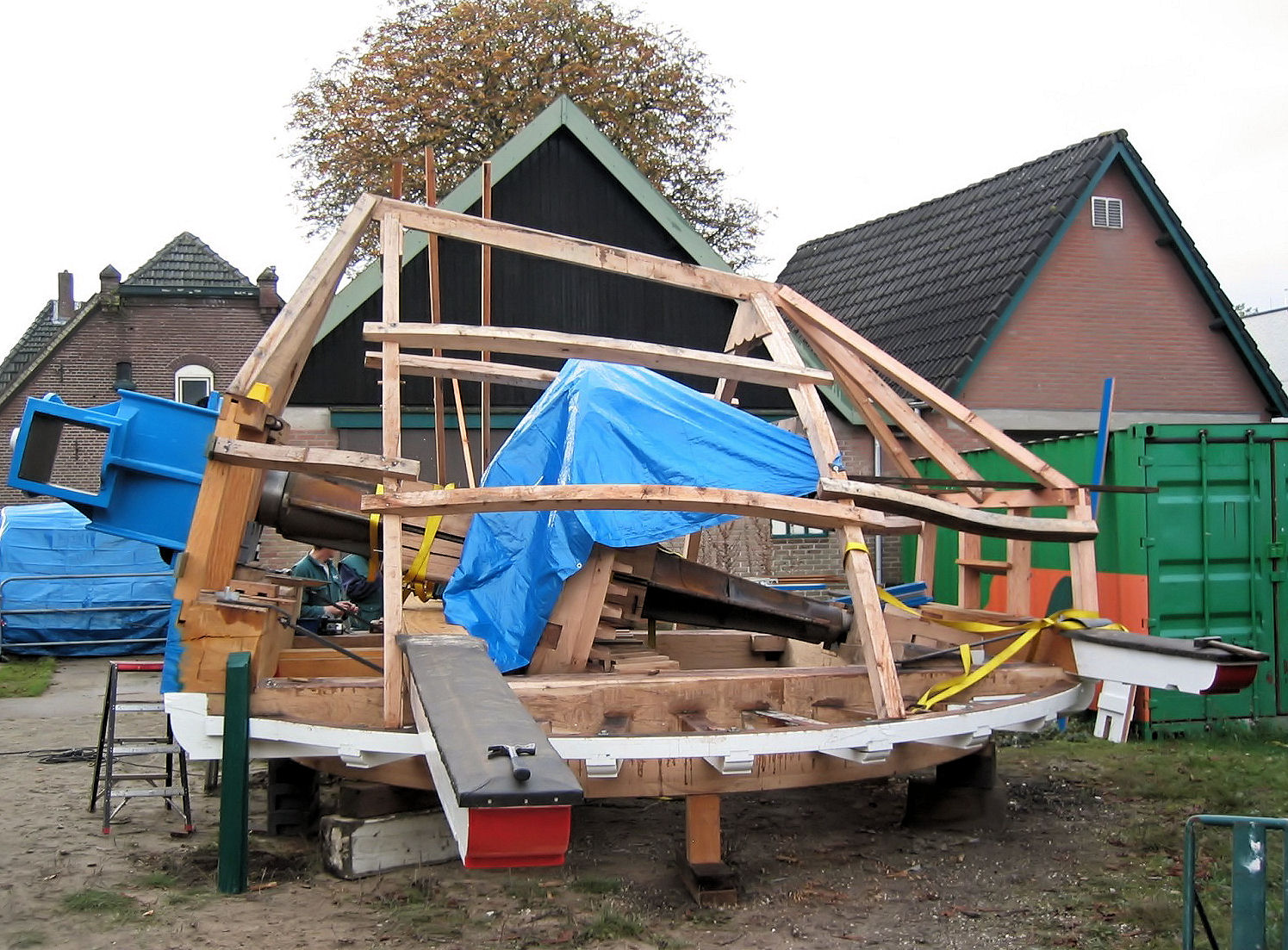
Kap met lange spruit net achter het bovenwiel. Korte spruit aan de achterkant.

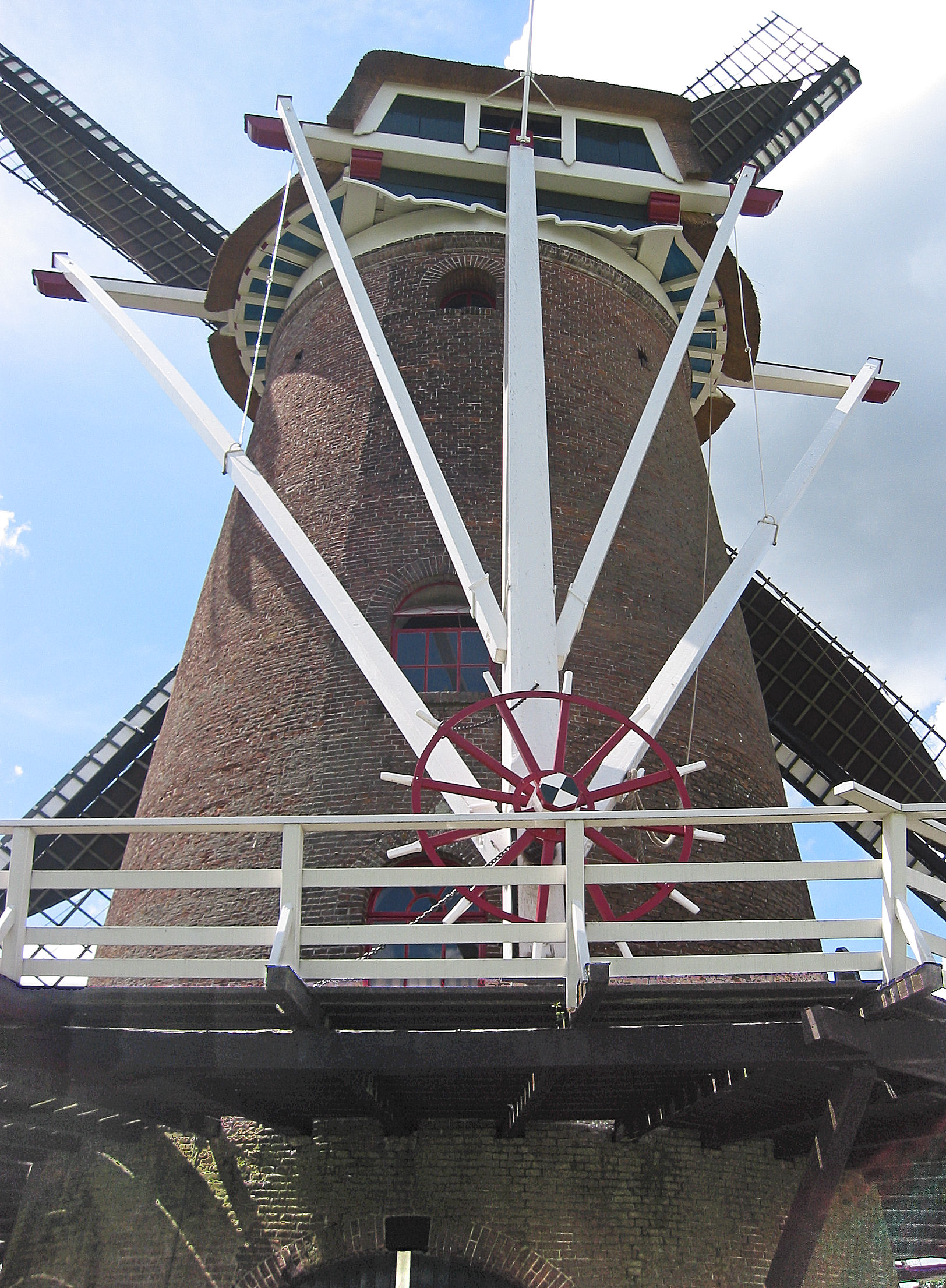
Lange en korte spruit aan staart. Lange spruit in het midden van de kap.

Een spruit van een bovenkruier is een horizontale balk in de kap van de molen voor het kruien, het op de wind zetten van het gevlucht. De staart is bevestigd aan de spruiten.
Er is een korte en een lange spruit. De lange spruit is twee keer zo lang als de korte spruit.
De lange spruit steekt dwars door de kap met de einden ver uit de kap. Aan de einden zitten de lange schoren, die op hun beurt weer vastzitten aan de staartbalk. De lange spruit kan vooraan, net achter het bovenwiel in de kap liggen en kan dan ook als steunderbalk dienen. Deze balk is meestal van hout, vroeger meestal eikenhout, maar kan ook van ijzer zijn. De lange spruit kan ook midden in de kap liggen op de plaats van de ijzerbalk. Als de ijzerbalk ontbreekt zit midden in de lange spruit een uitsparing met het lager voor de tap van de koningsspil.
De korte spruit ligt aan de achterkant van de kap en steekt maar een klein beetje buiten de kap. Hier zitten de korte schoren aanvast, die ook aan de staartbalk vastziten. Tussen de penbalk en de korte spruit zitten vaak wiggen of een steunbalk (broekbalk) of een broekstuk (twee, korte balken die in de lengterichting liggen), waardoor de korte spruit gedeeltelijk ook de achterwaartse druk van de bovenas, uitgeoefend door het gevlucht, opvangt.
De spruiten zijn aan de bovenzijde wat afgerond, zodat het regenwater er af kan lopen.